# Bolero (Musikstil)

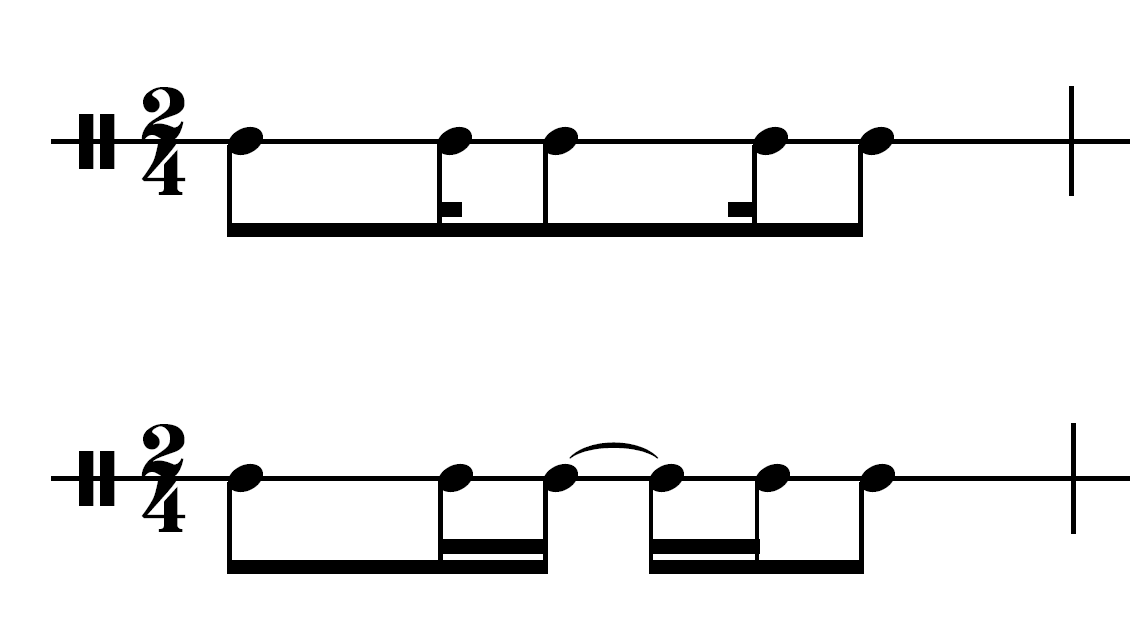
Rhythmus-Schema des lateinamerikanischen Boleros : Cinquillo-Figuration

Bolero bezeichnet in Lateinamerika eine Musik-, Tanz- und Liedform in gerader Taktart, im 2/4-Metrum, mit einem typischen Rhythmus und unterschiedlichen Tempi (schnell, langsam).

«La base está en el Cinquillo, esto es, en una figuración, siempre en compás 2×4, que se integra por corchea, semicorchea, corchea, semicorchea y corchea, repitiéndose en rítmo constante, en un rítmo sincopado que suena: ‘paaam–pam–paaam–pam–paaam’. Este rítmo caracteriza al bolero.»

„Die Basis liegt im Cinquillo, d. h. in einer Figuration, die durchgehend im 2/4-Metrum gehalten ist und die sich durch eine Abfolge von Achtelnote, Sechzehntelnote, Achtelnote, Sechzehntelnote, Achtelnote auszeichnet. Diese Abfolge wiederholt sich in einem beständigen, synkopierten Rhythmus, der folgendermaßen klingt: 'paaam–pam-paaam–pam–paaam’. Dieser Rhythmus ist kennzeichnend für den Bolero.“

Mit dem homonymen spanischen Volkstanz im 3/4-Takt, bei dem die Paare sich gemäß folkloristischer Tradition rhythmisch mit Kastagnetten begleiten, hat der romantische, lateinamerikanische Bolero nichts als den Namen gemein.

## Wortbildung und Etymologie
Das Wort bolero wird gebildet durch Anhängen des Suffixes « -ero » an das Substantiv « bola » („Kugel“). Die etymologische Herkunft des Wortes „Bolero“ in den Bedeutungen von „volkstümlicher spanischer Paartanz im Dreivierteltakt“, beziehungsweise „langsamer Tanz der Karibik“ ist sprachwissenschaftlich noch ungeklärt. In Zeitungsartikeln, Blogs und Foren findet man des Öfteren folgende volksetymologische Interpretation:

«… su nombre viene de la expresión « Volero », de « volar », debido a las danzas gitanas que implican movimientos agudos y rápidas que semejan el vuelo de las aves.»

„… sein Name kommt von dem Ausdruck « Volero », von « volar » (fliegen), der Zigeunertänze, die schnelle Stechschritte enthalten, welche dem Flug der Vögel ähneln.“

Im hispanophonen Iberoamerika werden nämlich anlautendes „b“ und „v“ meist unterschiedslos als „b“ ausgesprochen.

## Geschichte des Genres
«En la isla [de Cuba] sonaba el Bolero español, asi como los polos y las tiranas, pero de aquel sólo incorporó el nuevo género criollo el nombre, ya que su estructura, en compás de dos por cuatro, difería aparte de los otros aspectos constitutivos, del tres por cuatro del baile español.»

„Auf der Insel [Kuba] erklang der spanische Bolero, so wie Polos und Tiranas [das sind spanische Volkstänze], von dem aber das neue kreolische Genre nur den Namen übernommen hat. Denn seine Struktur, der 2/4-Takt, unterschied sich abgesehen von anderen konstituiven Elementen, von dem 3/4-Takt des spanischen Tanzes.“

Der von afroamerikanischen Voodoo-Rhythmen beeinflusste, gefühlsbetonte lateinamerikanische Bolero entstand im letzten Drittel des 19. Jahrhunderts in der Karibik, in Kuba, im Umfeld der Trova, in Puerto Rico und in Mexiko, wo sich zahlreiche Guitarristen-Trios formten.
Als erster karibischer Bolero gilt Tristezas, komponiert 1883 von José "Pepe" Sánchez (1856–1918), der als stilbildender Musiker der traditionellen kubanischen Trova angesehen wird. Viele Bolero-Texte bestehen aus vierzeiligen Strophen, die jeweils ihre eigene, zwei Zeilen umfassende und dann wiederholte Melodie haben. Der zugrundeliegende Rhythmus war ursprünglich der cinquillo des Danzón:

“The Bolero is born in the 1880s in Santiago de Cuba as a result of the arrival of the Contradanza francesa brought over by St. Domingo settlers fleeing the Haitian Revolution,”

„Der Boleros wurde in den 1880er Jahren in Santiago de Cuba geboren. Er ist das Ergebnis des Einzugs des französischen Contra Dance, den französische Siedler aus Santo Domingo mitbrachten, als sie vor der Haitianischen Revolution flohen.“

Der Bolero verbreitete sich überall da, wo kubanische Son-Gruppen auftraten, und wurde mit dem Aufkommen des Tonfilms in ganz Lateinamerika populär. So gilt inzwischen Mexiko als mindestens ebenso wichtig für den Bolero wie Kuba. Bedeutende mexikanische Komponisten sind Consuelo Velázquez, María Grever oder der ehemalige Barpianist Agustín Lara aus Veracruz, dessen Lied Granada (oft im Paso-Doble-Rhythmus interpretiert) weltbekannt wurde. Seine Blüte hatte der karibische Bolero in der Zeit zwischen 1930 und 1960.
Wichtige Interpreten waren Toña la Negra, Pedro Vargas, Chavela Vargas, Olga Guillot, La Lupe, das Trío Los Panchos und Pedro Infante. Einen „Schlüssel-Bolero“ stellt wohl María Bonita dar, den Agustín Lara seiner geschiedenen Frau, María Félix (1914–2002), widmete, der berühmtesten Filmschauspielerin Mexikos der 40er und 50er Jahre.
In den USA wurde er in Form von Latin ballads mit Orchesterbegleitung bekannt (in Lateinamerika bolero-filin genannt), wie zum Beispiel durch Nat King Coles, Paul Ankas und Frank Sinatras love-songs.
Nach dem Zerfall der Sowjetunion erlebte der Bolero in Kuba während der sogenannten „Sonderepoche“ nach 1990 einen Wiederaufschwung, vor allem in homosexuellen Kreisen. Durch die Doppeldeutigkeit seiner Poesie eröffnete der Bolero der dortigen LGBT-Gemeinschaft, vor allem in privaten Kreisen, einen „emotionalen Freiraum“ des Eskapismus.
Die Peruanerin Tania Libertad bemüht sich in Mexiko um eine zeitgemäße Adaption des Boleros. Auf den Kanarischen Inseln gehören Boleros zum festen Repertoire des international bekannten Männerchors Los Sabandeños. In der Stadt Santiago de Cuba, die sich als „Wiege“ (« la cuna ») dieses Genres versteht, findet jährlich das „Festival Boleros de Oro“ statt, das auch eine Attraktion für Touristen darstellt.

## Instrumente, Bolero-Varianten, Tanzstile

### Typische Instrumente

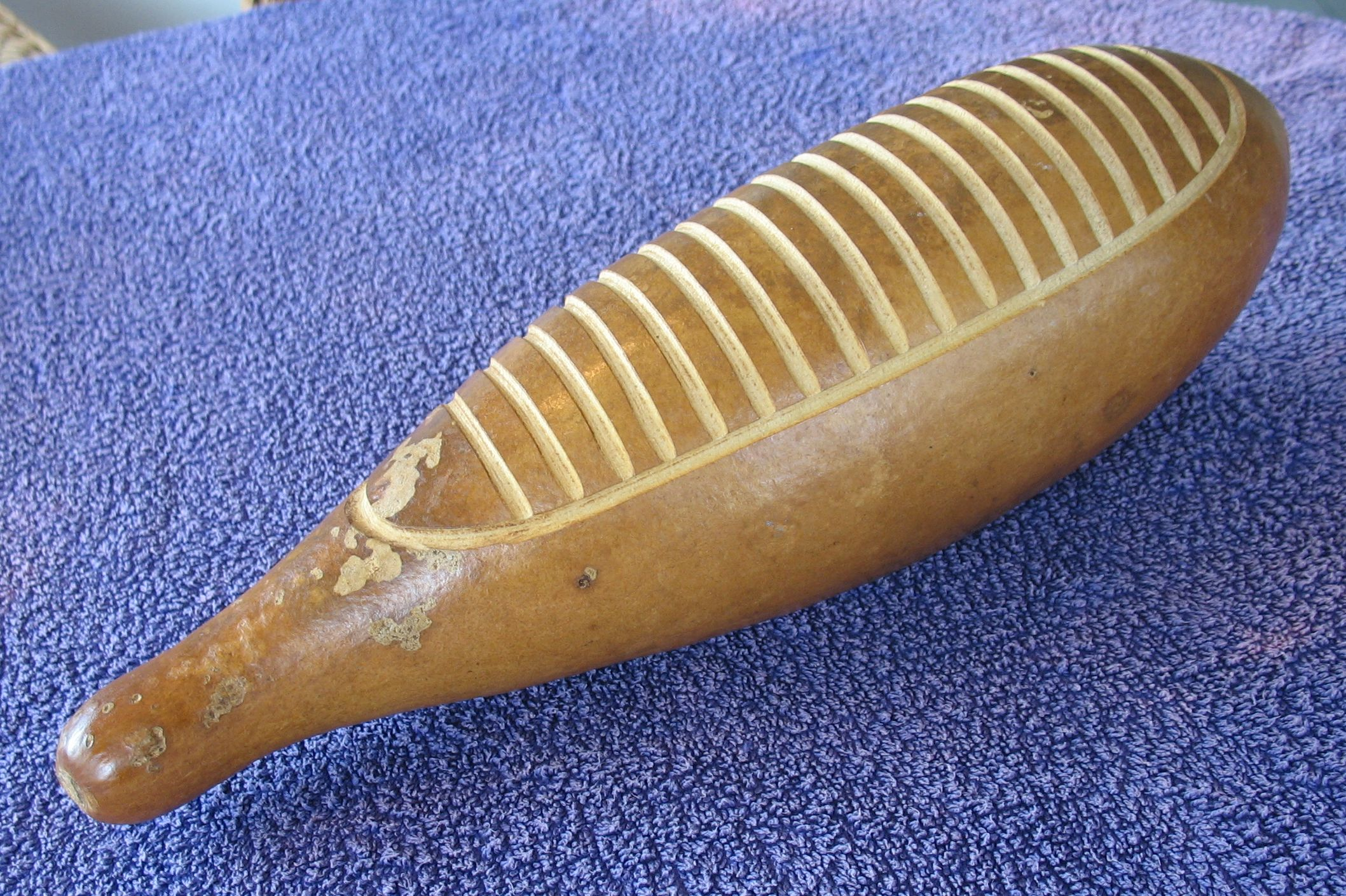
Ein weiteres Rhythmusinstrument: der „Güiro“

Typische Perkussionsinstrumente des Genres sind Bongos, maracas, claves, sowie der hohle, geriffelten Güiro.

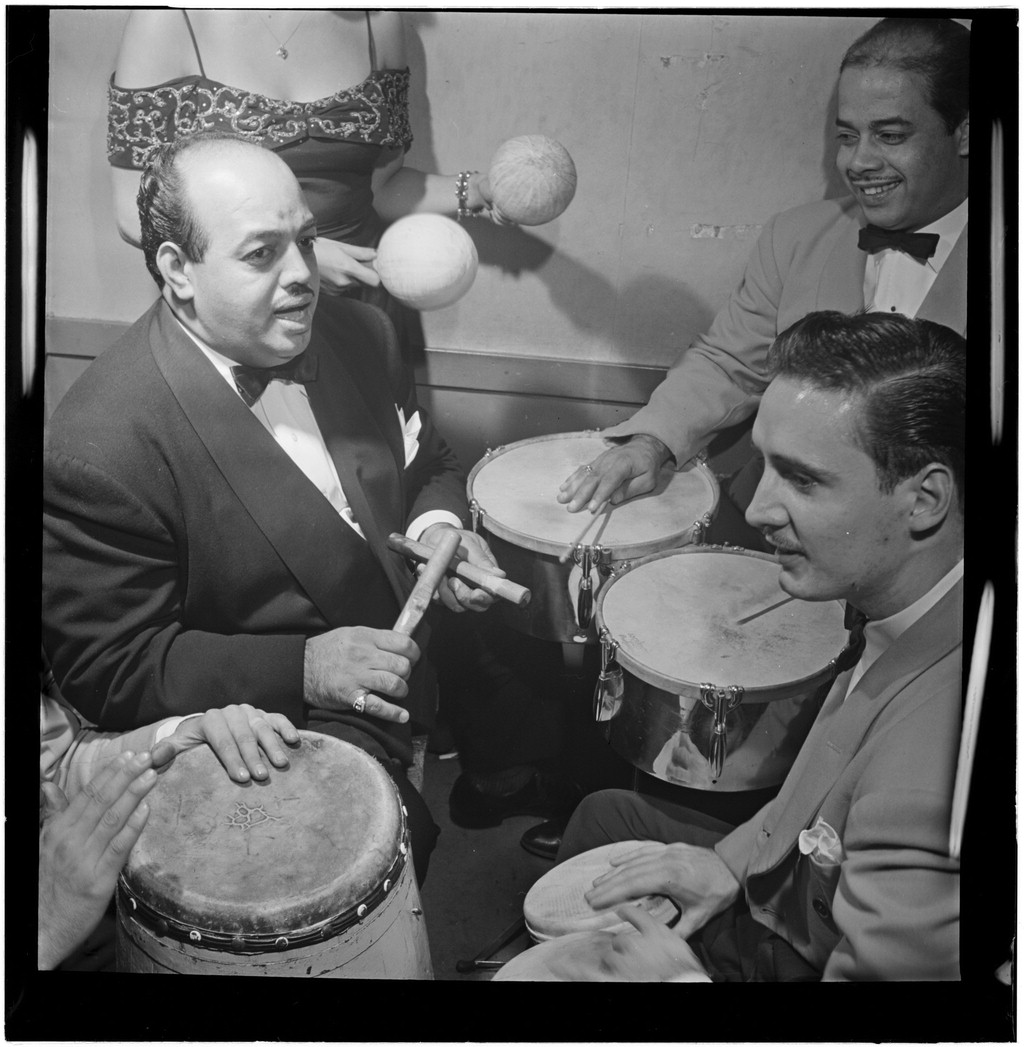
Typische Perkussionsinstrument des Boleros: Maracas, Claves und Bongos

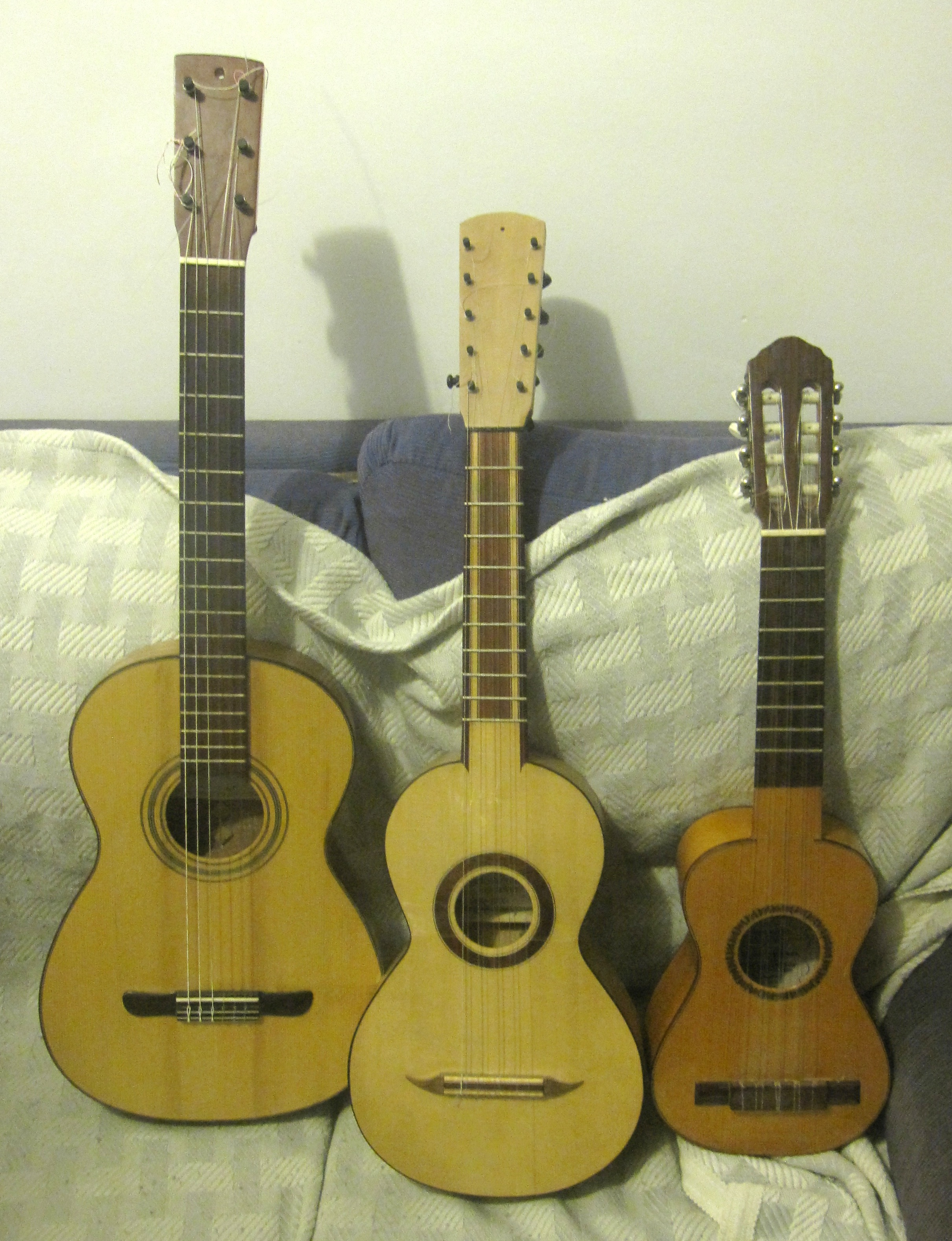
Ganz rechts im Bild: Die Requinto-Gitarre. Das Trío Los Panchos machte diese um drei bis vier Töne höher gestimmte Gitarre zum festen Bestandteil seines Instrumentariums und schuf dadurch einen eigenen Bolero-Stil, den sogenannten bolero-panchista.

Typische Saiteninstrumente sind Guitarre, Requinto und Klavier.
In manchen Boleros hört man Blasinstrumente wie Trompete (oft mit Sordine, um eine weichere, sanftere, nostalgische Klangfarbe zu erreichen) und Flöte.

### Varianten des Boleros
Neben dem klassisch-kubanischen Bolero unterscheidet man – je nach dem gespielten Rhythmus – diverse Bolero-Varianten:
bolero-filin (feeling), bolero-guaracha, bolero-habanera, bolero-jazz, bolero-mambo, bolero-moruno (mit Flamenco-Elementen),   bolero-ranchera, bolero-son, bolero-tango, bolero-zamba.

### Tanzstile
Langsame Boleros werden eng umschlungen (« bailar en un solo ladrillo »; wörtlich: „auf einer einzigen Bodenkachel tanzen“, quasi auf ein und derselben Stelle tanzen),sinnlich, ähnlich wie Blues getanzt.
Schnellere Boleros werden offener getanzt, mit karibischem Hüftschwung und Rumba-, Cha-Cha-Cha-, Mambo oder Salsa-Schritten und Figuren.

## Liedtexte

### „Dos gardenias“
Der „unsterbliche“ Bolero Dos gardenias der kubanischen Komponistin Isolina Carrillo gehört zum Repertoire des puerto-ricanischen Sängers Daniel Santos und des Kubaners Antonio Machín
Antonio Machín interpretiert Dos gardenias mit seiner ambivalenten androgynen Stimme, einer Gender-Eigenart, die sich bei vielen Bolero-Sängern und -Sängerinnen wiederfindet:

«El bolerista tiene una voz andrógina - he ahí Pirela, Machín, Bola de nieve, Los Panchos … voz casi de castrati.»

„Bolero-Sänger haben eine androgyne Stimme – zum Beispiel Pirela, Machín, Bola de Nieve, Los Panchos … sozusagen Kastraten-Stimmen“

Dos gardenias para tí

Con ellas quiero decir

Te quiero, te adoro, mi vida

Ponle toda tu atención

Porque son tu corazón y el mío.

Dos gardenias para tí

Que tendrán todo el calor de un beso

De esos besos que te di

Y que jamás encontrarás

En el calor de otro querer.

A tu lado vivirán y te hablarán

Como cuando estás conmigo

Y hasta creerás

Que te dirán: « Te quiero ».

Pero si un atardecer

Las gardenias de mi amor se mueren

Es porque han adivinado

Que tu amor se ha terminado

Porque existe otro querer.

A tu lado vivirán y te hablarán

Como cuando estás conmigo

Y hasta creerás

Que te dirán: « Te quiero ».

Pero si un atardecer

Las gardenias de mi amor se mueren

Es porque han adivinado

Que tu amor se ha terminado

Porque existe otro querer.
Zwei Gardenien für Dich

Mit ihnen möchte ich sagen

Ich liebe Dich, ich bete Dich an, mein Leben

Widme ihnen Deine ganze Aufmerksamkeit

Weil sie Dein Herz und das meinige sind.

Zwei Gardenien für Dich

Welche die ganze Wärme eines Kusses bergen

Von diesen Küssen, die ich Dir gegeben habe

Und die Du niemals wiederfinden wirst

In der Wärme einer anderen Liebe.

An Deiner Seite werden sie leben und zu Dir sprechen

Als wenn Du mit mir zusammen wärst

Und Du wirst sogar glauben

Dass sie zu Dir sagen: „Ich liebe Dich“.

Doch wenn eines Abends

Die Gardenien meiner Liebe welken,

Dann, weil sie erraten haben,

Dass Deine Liebe vorbei ist

Weil es eine neue gibt.

An Deiner Seite werden sie leben und zu Dir sprechen

Als wenn Du mit mir zusammen wärst

Und Du wirst sogar glauben

Dass sie zu Dir sagen: „Ich liebe Dich“.

Aber wenn eines Abends

Die Gardenien meiner Liebe welken,

Dann, weil sie erraten haben,

Dass Deine Liebe vorbei ist

Weil es eine neue gibt.

### „Voy“
Der Text des Boleros „Voy“ ist insofern exemplarisch, als sich hier schon in den ersten beiden Strophen sowohl lateinamerikanische Hyperbolik, masochistische Elemente als auch christlich-religiöse Anspielungen vereinen. Die exil-kubanische Künstlerin Olga Guillot, genannt « La reina del bolero » („Königin des Boleros“), interpretiert ihn in ausdrucksstarker Körpersprache.
Voy

A mojarme los labios

Con agua bendita

Para lavar los besos

Que una vez me diera

Tu boca maldita.

Voy

A ponerme en los ojos

Un hierro candente

Pues mil veces

Prefiero estar ciega

Que volver a verte.
Ich werde

Meine Lippen befeuchten

Mit Weihwasser

Um die Küsse abzuwaschen

Die mir einmal

Dein verfluchter Mund gegeben hat.

Ich werde

Auf meine Augen

Ein glühendes Eisen legen

Denn tausendmal

Ziehe ich es vor, blind zu sein

Als Dich wiederzusehen

### „La Copa rota“
Ein hoch emotionaler Bolero-chachacha des puerto-ricanischen Komponisten Benito de Jesús, der zum Repertoire des puerto-ricanischen Gitarristen und Bolero-Sängers José Feliciano gehört:
Aturdido y abrumado

Por la duda de los celos,

Se ve triste en la cantina

A un bohemio ya  sin  fe.

Con los nervios destrozados,

Y llorando  sin  remedio

Como un loco atormentado

Por la ingrata que se fue.

Se ve siempre acompañado

Del mejor de los amigos,

Que le acompaña y le dice:

ya está bueno de licor.

Nada remedia con llanto,

Nada remedia con vino

Al contrario, la recuerda

Mucho más tu corazón.

Una noche, como un loco,

Mordió la copa de vino,

Y le hizo un cortante filo

Que su boca destrozó.

Y la sangre que brotaba

Confundióse con el vino,

Y en la cantina este grito

A todos estremeció:

No te apures compañero

Si me destrozo la boca,

No te apures que es que quiero,

Con el filo de esta copa,

Borrar la huella de un beso

Traicionero que me dio.

Mozo, sírveme la copa rota,

Sírveme que me destroza

Esta fiebre de obsesión.

Mozo, sírvame la copa rota,

Quiero sangrar gota a gota

El veneno de su amor.

Mozo, sírveme la copa rota,

Sírveme que me destroza

Esta fiebre de obsesión.

Mozo, sírveme en la copa copa rota,

Quiero sangrar gota a gota

El veneno de su amor.
Betäubt und benebelt

Durch die Zweifel der Eifersucht

Sieht man in der Kantine

Einen Zigeuner sitzen, der allen Glauben verloren hat.

Fertig mit den Nerven

Weint er ohne Unterlass

Wie ein gequälter Wahnsinniger

Ob der Undankbaren, die ihn verlassen hat.

Man sieht in immer in Begleitung

Seines besten Freundes

Der bei ihm ist und zu ihm sagt:

Jetzt reicht's mit dem Likör

Nichts löst man durch Klagen

Nichts löst man durch Wein

Im Gegenteil, alles das ruft sie Dir

Noch mehr in die Erinnerung zurück.

Eines Nachts wie ein Wahnsinniger

Biss er in das Weinglas

Und machte daraus ein schneidendes Stück

Das ihm den Mund verletzte

Und das strömende Blut

Vermischte sich mit dem Wein

Und alle in der Kantine

Erschütterte dieser Schrei:

Erschrecke Dich nicht, mein Freund,

Wenn ich mir den Mund verletze,

Erschrecke Dich nicht, denn ich möchte

Mit diesem scheidenden Glas

Die Spur eines verräterischen Kusses

Wegwischen, den sie mir gegeben hat.

Kellner, bring mir das zerbrochene Weinglas

Bring es mir, damit es mir

Dieses Fieber der Besessenheit vertreibt

Kellner, bring mir das zerbrochen Weinglas

Ich möchte Tropfen für Tropfen

Das Gift ihrer Liebe ausbluten.

Kellner, bring mir das zerbrochene Weinglas

Bring es mir, damit es mir

Dieses Fieber der Besessenheit vertreibt

Kellner, bring mir das zerbrochen Weinglas

Ich möchte Tropfen für Tropfen

Das Gift ihrer Liebe ausbluten.

## Sprachliches und Literarisches
“Bolero is essentially tragic and extreme … if any love song taps the vein of sentimentality, bolero cuts that vein with a razor blade.”

„Der Bolero ist seinem Wesen nach tragisch und extrem … wenn irgendein Liebeslied die sentimentale Ader trifft, so schneidet der Bolero diese Ader mit einem Rasiermesser.“

### Semantik, Wortbildung, Etymologie

#### Semantische Konnotationen
Das amtliche Wörterbuch der spanischen Sprache führt unter dem Lemma bolero neben den musikalischen Bedeutungen „langsamer Tanz der Karibik“, „volkstümlicher spanischer Paartanz im Dreivierteltakt“ und „(professioneller) Bolero-Tänzer“ auch folgende mitschwingende pejorative Konnotationen der Vokabel bolero auf:
- Lügner (¡Qué bolero eres, no te las crees ni tú! – „was für ein Lügner bist Du, das glaubst Du wohl selber nicht!“)
- Schulschwänzer; jemand, der blaumacht (persona que hace novillos).

Anspielungen auf diese abwertenden Nebenbedeutungen des Wortes bolero findet man zum Beispiel in Titeln wie Miénteme („Lüge mich an!“) und Miénteme más („Erzähle mir noch mehr Lügen!“). Romantisches Liebesgeflüster wird in Bolero-Texten zwar als unehrlich dargestellt, doch solche Lügen sind zum Selbstbetrug erwünscht; zum Beispiel:

«Voy viviendo ya de tus mentiras, sé, que tu cariño no es, sincero […]»

„Ich lebe schon von Deinen Lügen, ich weiß, dass Deine Zärtlichkeit nicht echt ist.“

und:

«Miénteme más que al mentirme me das la ilusión que me quieres con el corazón aunque no sea verdad. Miénteme más que al mentirme me haces feliz […]»

„Erzähle mir noch mehr Lügen, damit Du mir durch Lügen die Illusion gibst, dass Du mich von Herzen liebst, auch wenn es nicht wahr ist. Lüge mich noch mehr an, auf dass mich Deine Lügen glücklich machen […]“

### Sprache der Verführung und des Verlangens
Die Liedtexte sind sentimental-romantische Liebeslyrik, « canciones de amor y de desamor » („Lieder von Liebe und Liebesverlust“). Der Bolero besingt ebenso die Sehnsucht nach „ewiger Liebe“ (« amor eterno ») wie Desillusion, Leidenschaft, erotisches Verlangen, Verführung, Betrügereien, Vorwürfe und Eifersuchtsdramen.

„Soll eine Liebe oder eine Passion, eine Affaire oder eine »Traumnummer« beginnen, müssen zuvor die richtigen Worte fallen. Unmögliche Worte. Denn sie sollen verführerisch klingen und aufrichtig sein, schön und vertrauenerweckend, verlangend und wahr. Stets nistet in den Bedingungen des Gelingens ein Betrug. Wer der Wirkung von Worten verfallen soll, den muss das Verlangen hypnotisieren und der Schein der Wahrheit blenden. Das Paradox dieses Gesetzes brachte Nietzsche auf die Formel: „Was als wahr wirken soll, darf nicht wahr sein.““

Eine Vielzahl der Bolero-Texte verwendet das imperativische Stilmittel der Apostrophe, die beschwörende, anflehende Hinwendung zu einer (geliebten) Person:
„Hör' mir zu!“ («¡atiéndeme! », « ¡escúchame! », « ¡oye! »); schau' mich an (« ¡mírame! »); „schwöre mir!“ (« ¡júrame! »); „¡versteh’ doch!“ (« ¡comprende! »); „küss’ mich!“ (« ¡bésame! »); „liebkose mich“ (« ¡acaríciame! »). Im amurösen Diskurs des verführerischen Boleros, in der Sprache der Verlangens, begegnet man imperativischen Aposthrophen des uneigentlich Gemeinten, wie „vergiss mich!“ (« ¡olvídame! »), wobei stillschweigend unterstellt wird: ich weiß aber, dass Du das nicht kannst! „Geh’ weg!“ («¡vete!»), (« ¡aléjate! »), wobei eigentlich gemeint ist: „bleibe doch!“
Der Bolero-Interpret ist – wie jeder Verführer – Schauspieler. Bei der Sprache der Liebe geht es ihm nicht um Wahrheit, ihn interessiert nur die Wirkung der poetischen Worte, der Effekt der verführerischen «palabras de bolero» (Bolero-Worte). – „Was als wahr wirken soll, darf nicht wahr sein“:

„Man ist Schauspieler damit, dass man Eine Einsicht vor dem Rest der Menschen voraus hat: was als wahr wirken soll, darf nicht wahr sein. Der Satz ist von Talma formulirt: er enthält die ganze Psychologie des Schauspielers, er enthält – zweifeln wir nicht daran! – auch dessen Moral.“

In diesem Zusammenhang stellt die Bolero-Expertin Iris M. Zavala mit Nietzsche die rhetorische Frage, wie viel Wahrheit ein Mensch verträgt:

«¿Qué dosis de verdad puede soportar el ser humano? – así lo planteó Nietzsche, que no conoció el bolero.»

„Wie viel Wahrheit verträgt der Mensch? – so fragte Nietzsche, der den Bolero nicht kannte.“

### Anschluss an trobadoreske Liebeslyrik
Kubanische Gründer des Genres fühlten sich in ihrem Selbstverständnis als Nachfolger mittelalterlicher Trobadore, ein Phänomen, das auch in der wörtlichen Selbstbezeichnung der musikalischen Bewegung Nueva Trova seinen Ausdruck fand. Ähnlich wie in der trobadoresken Ideologie der höfischen Liebe wird die Frau extrem idealisiert und der Mann ist ihr hörig. Diese Unterwerfung des Mannes besingt zum Beispiel der Bolero Entrega total (völlige Hingabe):

«…yo no te pongo condición. Harás conmigo lo que quieras, bien o mal…»

„ich stelle Dir keine Bedingung. Mache mit mir, was Du willst, zum Guten oder Bösen …“

Wie in mittelalterlicher Liebeslyrik finden florale Metaphern Verwendung. Der Vergleich umschlungener Liebender mit untrennbarer botanischer Symbiose, wie im Bolero La hiedra (Efeu), erinnert an eine ähnliche Metapher im altfranzösischen Lied vom Geißblatt:

«…te siento cual la hiedra liagado a mí, y así hasta la eternidad te sentiré…»

„Ich fühle mich wie Efeu mit Dir verkettet, und bis in alle Ewigkeit werde ich Dich fühlen …“

Im Bolero Dos gardenias (Zwei Gardenien) personifizieren diese Blumen die Liebenden. Gardenien bedürfen treuer Pflege wie die Liebe, die sonst genau wie die Gardenien verwelkt (Siehe Abschnitt Liedtexte).

### Zwischen christlicher Moral und Norm-Überschreitung
Moralvorstellungen, die in Bolero-Texten zum Ausdruck kommen, sind ambivalent. Zum einen folgen sie den Normen traditioneller christlichen Lehre und verurteilen außereheliche Beziehungen als « pecado » (Sünde), als « lo prohibido » (das Verbotene), wie zum Beispiel in den ersten beiden Strophen des Boleros Pecado des argentinischen Komponisten Armando Pontier:
Yo no sé si es prohibido

Si no tiene perdón

Si me lleva al abismo

Sólo sé que es amor.

Yo no sé si este amor es pecado

Que tiene castigo

Si es fatal a las leyes honradas

Del hombre y de Dios.
Ich weiß nicht, ob es verboten ist

Ob es dafür keine Vergebung gibt,

Ob es mich an den Abgrund führt,

Ich weiß nur, dass es Liebe ist.

Ich weiß nicht, ob diese Liebe Sünde ist,

Die Strafe mit sich bringt,

Ob sie die ehrenhaften Gesetze

Der Menschen und Gottes verletzt.
Zum anderen begegnet man Appellen zur Norm-Überschreitung, wie zum Beispiel im Bolero Sígamos pecando des puerto-ricanischen Komponisten Benito de Jesús.
Bolero-Poeten spielen außerdem doppeldeutig mit den beiden Moralvorstellungen, wie zum Beispiel im Bolero Soy lo prohibido des mexikanischen Komponisten Roberto Cantoral, in dem das Verbotene (« lo prohibido ») gepriesen wird:
Soy ese vicio de tu piel

Que ya no puedes desprender

Soy lo prohibido

Soy esa fiebre de tu ser

Que te domina   sin   querer

Soy lo prohibido

Soy esa noche de placer

La de la entrega   sin   papel

Soy tu castigo

Porque en tu falsa intimidad,

En cada abrazo que le das

Sueñas conmigo

Soy el pecado

Que te dio nueva ilusión en el amor

Soy lo prohibido

Ich bin dieses Laster Deiner Haut

Von dem Du Dich nicht mehr lösen kannst

Ich bin das Verbotene

Ich bin das Fieber Deines Seins

Das Dich willenlos beherrscht

Ich bin das Verbotene

Ich bin diese Nacht der Lust

Die der Hingabe ohne Schriftstück

Ich bin Deine Strafe

Denn in Deiner vorgetäuschten Intimität

In jeder Umarmung, die Du ihr gibst

Träumst Du von mir

Ich bin die Sünde

Die Dir neue Freude in der Liebe gab

Ich bin das Verbotene
Mariano Muñoz-Hidalgo fasst diesen Widerstreit der Moralen in einem Essai wie folgt zusammen:

«La literatura modernista se caracteriza por su paganismo estético. … El mismo paganismo irreverente se advierte en el bolero, esta vez de índole predominantemente moral. Si el discurso en el bolero es de afirmación amorosa, entonces el leitmotiv será, numerosas veces, el amor adúltero o en abierta oposición al mandato matrimonial religioso. … En todos estos textos el hablante manifiesta su oposición al dogma tradicional que había sido hegemónico en la América española. En algunos casos históricos, el bolero entró claramente en conflicto público con el oficialismo religioso.»

„Die Literatur der Moderne zeichnet sich durch ästhetisches Heidentum aus. … Dieses unehrbietige Heidentum zeigt sich im Bolero vor allem von seiner moralischen Seite. Wenn im Bolero von „Bejahung der Liebe“ gesungen wird, dann ist damit leitmotivisch „ehebrecherische Liebe“ gemeint, welche in offenem Gegensatz zum religiösen Ehegebot steht, das in Iberoamerika bislang unwidersprochen vorgeherrscht hatte. In einigen historisch belegten Fällen geriet der Bolero deshalb in offenen Konflikt mit den religiösen Autoritäten.“

## Übersteigerter Ausdruck in der Darbietung –„Camp“-performance
Die jüdische Publizistin Susan Sontag bezeichnet in ihrem Essay Notes on Camp die Darstellungskunst der kubanischen Bolero-Sängerin La Lupe als ein Beispiel für „Camp performance“.
Im Englischen hat „Camp“ die Bedeutung von „exaggerated effeminate mannerisms, usually affected for amusement“. Susan Sontag kommentiert in 58 Anmerkungen („notes“) die Verwendung des Wortes „Camp“.
„Camp“ steht für ein ästhetisches Phänomen, für die Metapher vom „Leben als einem Theaterspiel“ und für „affektierte Selbstdarstellung“ bei schauspielerischen Darbietungen:

“Indeed the essence of „Camp“ is its love of the unnatural: of artifice and exaggeration. …
„Camp“ sees everything in quotation marks. It’s not a woman, but a „woman“. To perceive „Camp “in persons is to understand Being-as-Playing-a-Role. It is the farthest extension, in sensibility, of the metaphor of life as theater.”

„In der Tat ist das Wesen von „Camp“ seine Liebe zum Unnatürlichen: zur Affektiertheit und Übertreibung. …
„Camp“ meint alles in Anführungszeichen. Es ist nicht eine Frau, sondern eine „Frau“. „Camp“ bei Personen wahrzunehmen, heißt, das Sein als „eine Rolle spielen“ zu verstehen. Es handelt sich um die höchste Stufe der Sensibilität, um die Metapher, „das Leben als Schauspiel“ zu verstehen.“

Bolero-Interpretinnen wie La Lupe, Olga Guillot und Chavela Vargas gelten in der hispanophonen Welt wegen ihrer übersteigerten vokalen Technik, Mimik und Gestik als „Camp“-Ikonen. Susan Sontag charakterisiert diese Übersteigerung künstlerischen Ausdrucks in ihrer achten Anmerkung zu „Camp“ wie folgt:

«It is the love of the exaggerated, the ‚off‘ of things-being-what-they-are-not.»

„Es ist die Liebe zum Übertriebenen, das „neben sich stehen“, das der Dinge-Sein-was-sie-nicht-sind.“

Nicht nur professionelle Interpreten schalten in einen solchen tranceartigen „Camp“-Bolero-Modus um, sondern auch junge Frauen und Männer, die sich zum informellen Singen von Boleros in privatem Kreise treffen. Moshe Morad berichtet von einem solchen Treffen Homosexueller in Kuba:

“… an old portable cassette-player was quickly plugged in, and the event  began  with some boleros by singer Olga Guillot. The loud chatting stopped instantly and everyone switched into a “bolero mode” with facial expressions changing, looking emotionally tense … People  began  miming and singing … making gestures with their hands and faces, dramatically expressing pain, anger, or passion, and sometimes all three simultaneously. The impression was one of a temple during a ritual, and some of the audience looked as if they were in a state of trance.”

„… ein alter tragbarer Kassettenspieler wurde schnell angeschlossen, und die Veranstaltung begann mit einigen Boleros der Sängerin Olga Guillot. Die laute Unterhaltung hörte auf, und alle wechselten in den ‚Bolero-Modus‘ mit Gesichtsausdrücken, die emotional angespannt wirkten … Die Leute begannen, die Mimik nachzuahmen und zu singen … Sie machten Gesten mit ihren Händen und Gesichtern und drückten theatralisch Schmerz, Wut oder Leidenschaft aus und manchmal alles gleichzeitig. Der Eindruck war wie der in einem Tempel während eines Rituals, und einige der Zuschauer sahen aus, als befänden sie sich einem Trancezustand.“

## Komponisten, Textdichter, Interpreten, Musikstücke

### Komponisten und -Textdichter
María Grever (1885–1951), Rafael Hernández Marín (1891–1965), María Teresa Vera (1895–1965), Agustín Lara (1897–1970), Benito de Jesús (1912–2010), Chucho Navarro (1913–1993, einer der drei Gründer des Tríos Los Panchos), Alfredo Gil (1915–1999, ebenfalls einer der drei Gründer des Tríos Los Panchos), Consuelo Velázquez (1916–2005), Chucho Martínez Gil (1917–1988), Federico Baena Solís (1917–1996), Álvaro Carrillo (1921–1969), Armando Manzanero (1935–), Mayra Montero (1952–).

### Interpreten
Alci Acosta, Alfredo Antonini, Alfredo Sadel, Antonio Machín, Gregorio Barrios, Bola de Nieve, Benny Moré, Café Quijano, Carmen Delia Dipiní, Chavela Vargas, Chucho Avellanet, Daniel Santos, Eydie Gormé, John Serry, José Feliciano, Javier Solís, Juan Arvizu, Julio Jaramillo, La Lupe, La Sonora Matancera, Leo Marini, Los Guacamayos, Los Paraguayos, Lucho Gatica, Luis Miguel, María Teresa Vera, Moncho, Nelson Ned, Nestor Mesta Chayres, Olga Guillot, Pedro Vargas, Rafael Colón, Rolando Laserie, Ruth Fernández, Tania Libertad, Terig Tucci,
Tito Rodríguez, Toña la Negra, Trío Guadalajara, Trío Los Panchos, Trío Los Tres Diamantes, Trío Los Tres Ases, Trío Los Tres Reyes, Trío Siboney.
Miguel Zénon (El Arte del Bolero, 2021).

### Bekannte Boleros
Adoro, Algo contigo, Aléjate, Alma corazón y vida, Amar y vivir, Amor de mis amores, Amor  sin  esperanza, Anillo de compromiso, Apasionado, A pesar de todo, Aquella tarde, Aquellos ojos verdes, Arráncame la vida, Aunque me cueste la vida, Ay amor, Bésame mucho, Azabache, Boda negra, Bravo, Camarera de mi amor, Caminemos, Campanitas de cristal, Cancionero, Cómo fue, Como un bolero, Cómo fue, Como un bolero, Contigo aprendí, Contigo en la distancia, Copas de licor, Cuando calienta el sol, Cuando vuelva a tu lado, Cuatro palabras, La barca, La copa rota, La Paloma, Delirio, Desesperanza, Dijiste no, Distancia, Dos almas, El almanaque, El reloj, Encadenados, En el juego de la vida, En el último trago, Entrega total, Ese bolero es mío, Eso eres para mi, Espérame en el cielo, Esperaré, Ésta tarde vi llover, Fango negro, Fatalidad, Flores negras, Gema, Hoja seca, Hola soledad, Incertidumbre, Irresistible, Juramento, La flor de la canela, La gran tirana, Lamento borincano, La puerta, La revancha, La última noche, La vida es un sueño, Llanto de luna, Luz de luna, Mala sangre, María bonita, Mentiras tuyas, Miénteme, No, Noche no te vayas, No me platiques más, No me quieras tanto, No puedo ser feliz, Nuestro balance, Nuestro juramento, Nuestro secreto, Obsesión, Ódiame, Ofrenda, Pecadora, Perfidia, Perfume de gardenias, Piel canela, Piensa en mi, Poquita fe, Por eso te perdono, Presentimiento, Puro teatro, Qué te pedi, Quien tiene tu amor, Quiéreme mucho, Quizás, quizás, quizás, Rayito de luna, Rondando tu esquina, Sabor a mi, Se vive solamente una vez, Somos novios, Sabor a mi, Sabrá Dios, Si Dios me quita la vida, Sígamos pecando, Si me pudieras querer, Si tú me dices ven, Si me pudieras querer, Se as flores pudessem falar,  Sin  ti,  Sin  un amor, Solamente una vez, Sombras, Sombras (nada más), Somos, Soy lo prohibido, Te extraño, Temes, Te quedarás, Tengo un pecado nuevo, Tiemblas, Toda una vida, Total, Tres palabras, Triunfamos, Tu condena, Tu me acostumbraste, Una aventura más, Último fracaso, Una copa más, Un poco más, Usted, Veinte años, Ven a mis brazos, Vereda tropical, Vete de mi, Virgen de medianoche, Voy a apagar la luz, Yo tengo un pecado nuevo.

## Queer-Ästhetik

### El Bolereo
Roberto Strongman, Professor am interdisziplinären Department of Black Studies, führt in seinem Essay The Latin America Queer Aesthetics of „El Bolereo“ einen Neologismus ein: „El Bolereo“. Unter diesen neuen Fachterminus fasst er Erscheinungen im Genre des Bolero-Musikstils, die er als Queer-Ästhetik beschreibt:

“… there is an underlying queer aesthetics to the Bolero that functions as a strategy of performance that reveals gendered and sexual identities as constructed. I call these aesthetics Bolereo.”

„Dem Bolero liegt eine Queer-Ästhetik zugrunde, eine Strategie in den Darbietungen, die offenbart, dass Geschlechterrollen und geschlechtliche Identitäten konstruiert sind. Ich nenne diese Ästhetik Bolereo.“

Dazu gehören zum Beispiel androgyne Stimmen vieler Bolero-Interpreten. Falsett bei männlichen Sängern, wie zum Beispiel bei Lucho Gatica und Antonio Machín oder tiefe rauchige Stimmen bei weiblichen Interpreten, wie zum Beispiel bei Chavela Vargas. Strongman zitiert Iris M. Zavala:

«Este « bésame mucho » se volatiza, y ya puede ser la mujer quien pide los besos, o el hombre. Insisto en que el sexo del personaje del bolero depende del oyente… androginia de la voz, ambigüedad textual, las voces cambian.»

„Dieses « Bésame mucho » verflüchtigt sich, und es könnte die Frau sein, die Küsse verlangt oder aber der Mann. Ich bestehe darauf, dass das Geschlecht des Bolero-Interpreten vom Hörer abhängt. Androgynie der Stimme, Zweideutigkeit der Texte, die Stimmen wechseln.“

Roberto Strongman sieht in den schwulen Liebesromanen El lugar   sin límites  (1966, deutsch: Ort ohne Grenzen) des Chilenen José Donoso, verfilmt 1977 von Arturo Ripstein und « El beso de la mujer araña » (1976, deutsch: Der Kuss der Spinnenfrau) des Argentiniers Manuel Puig, verfilmt 1985 von Héctor Babenco, die ersten Exemplare einer neuen Literaturgattung, des „Bolero-Romans“:

“Beginning in the early 1980s and continuing into the late 1990s, there was a "boom" in Latin American novels with Bolero themes, an artistic phenomenon that literary criticism has not yet sufficiently addressed. My reading of Jose Donoso’s El lugar sin limites (1995) and Manuel Puig’s El beso de la mujer araña (1994 … seeks to understand the origins of this understudied literary movement, … the concept of the novela Bolero.”

„Von Anfang der 1980er Jahre bis in die späten 1990er Jahre gab es in Lateinamerikanischen Romanen einen „Boom“ mit Bolero-Themen, ein künstlerisches Phänomen, das die Literaturkritik noch nicht ausreichend untersucht hat. Meine Lesart von José Donosos El lugar sin limites (1995) und Manuel Puigs El beso de la mujer araña (1994) … versucht, die Ursprünge dieser noch nicht genügend untersuchten literarischen Bewegung zu verstehen. Vicente Francisco Torres erlaubt mir, diese Texte zu lesen, indem er das Konzept der „Novela Bolero“ in die Literatur einführt.“

Strongman führt weiter aus:

“Two of the most important Latin American queer novels … José Donoso’s El lugar  sin  límites (1966) and Manuel Puig’s « El beso de la mujer araña » (1976)... use the Bolero to create a space in which queerness can thrive by using this musical form as a discursive tool that can stand up to the dominant ideology of compulsory heterosexuality. …  The interaction between the male and female voices and their modes of expression produce the androgynious dialogue that form Donoso’s novel.”

„Zwei der wichtigsten lateinamerikanischen „Queeren Romane“ … José Donosos El lugar  sin  límites (1966) und Manuel Puigs El beso de la mujer araña (1976), nutzen das Bolero-Genre, um einen Raum zu schaffen, in dem Queerness gedeihen kann. Die Autoren setzen diese musikalische Form als diskursives Werkzeug ein, das der dominanten Ideologie der obligatorischen Heterosexualität standhalten kann. … Die Wechselwirkung zwischen männlichen und weiblichen Stimmen und ihren Ausdrucksformen erzeugen den androgynen Dialog, der Donosos Roman ausmacht.“

Eine der ersten Bolero-Komponistinnen, -Guitarristinnen und -Sängerinnen, María Teresa Vera, „die Stimme der Trova“, benutzt geschickt den Bolero, um sich als Lesbe zu outen. Homosexualität war in Kuba zu dieser Zeit gesellschaftlich verpönt und stand sogar unter Strafe. María Teresa Vera singt unverblümt in der zweiten Strophe des Boleros « He perdido contigo » des kubanischen Komponisten Luis Cárdenas Triana:
Tantas mujeres buenas

Que con fe me adoraban,

Yo les negué el cariño

Que inocente he quedado.

Pero fuiste tan cruel

Que jugaste conmigo.

¿Que le vamos hacer?

Yo tenía que perder

Y he perdido contigo.
So viele gute Frauen,

Die mich aufrichtig angebetet haben,

Ich lehnte ihre Liebe ab

Und bin unschuldig geblieben.

Aber Du warst so grausam

Du hast nur mit mir gespielt.

Was werden wir tun?

Ich musste verlieren

Und habe mit Dir verloren.
Wäre es zu Problemen mit staatlichen Autoritäten gekommen, hätte sie sich aus der Affaire ziehen können, indem sie behauptete, sie habe lediglich den Originaltext des Boleros vorgetragen, wortgetreu wie ihn ihre männlichen Kollegen singen. In Kuba gilt unbestritten, dass María Teresa lesbisch veranlagt war:

«… María Teresa Vera, destacadísima representante de lo mejor de nuestra trova tradicional. Esta mujer mulata y reconocida en el gremio como lesbiana …»

„María Teresa Vera, die hervorstechende und beste Repräsentantin unsrere traditionellen Trova. Diese Mulattin ist in einschlägigen Kreisen als Lesbe bekannt …“

### Grammatisches Cross-Gendering
In der spanischen Sprache markieren Morpheme das Geschlecht des Sprechers. Je nachdem, ob eine Frau oder ein Mann denselben Bolero singt, müssten diese Morpheme geschlechtsspezifisch angepasst werden. Manche Bolerosänger und Bolerosängerinnen passen diese Morpheme bewusst nicht heterosexuell an, sondern singen aus der Perspektive des anderen Geschlechts, ein „Bolereo“-Phänomen, das Roberto Strongman „Queering Grammatical Gender“ nennt.

“The listener’s suspicions as to a certain dissonance between the gender of the performer and the expectations of this gendered voice within the Bolero find support in Varga’s use of the male noun „injusto“ to refer to herself. Other male nouns further confirm this cross-gendered performance: „al pobre“, „un mendigo“.”

„Der Verdacht des Zuhörers, der eine gewissen Dissonanz zwischen dem Geschlecht der Darstellerin und den Erwartungen an diese geschlechtsspezifische Stimme innerhalb des Boleros wahrgenommen hat, wird dadurch erhärtet, dass Chavela Vargas die männliche Form des Adjektivs « injusto » („ungerecht“) verwendet, um sich auf sich selber zu beziehen. Die Verwendung weiterer männlicher Substantive bestätigt ebenfalls, dass es sich um eine Cross-Gender Darbietung handelt: « al pobre » („dem Armen“), « un mendigo » („ein Bettler“).“

Als Beispiel zitiert Strongman den Bolero « El anillo de compromiso » (Der Verlobungsring). Chavela Vargas singt ihn nämlich aus männlich-lesbischer Perspektive. Die entsprechen den Verszeilen lauten, links, was Chavela Vargas als Lesbe singt, rechts daneben, was sie aus heterosexueller Perspektive als Frau hätte singen sollen:
Perdona lo injusto que fui  sin      querer

…

Si algun día recuerdas al pobre que sueña

…

Jamás lo maldigas que al fin fue un mendigo
Perdona la injusta que fui  sin      querer

…

Si algun día recuerdas a la pobre que sueña

…

Jamás lo maldigas que al fin fue una mendiga

## Genre-übergreifende Wirkung
Der US-amerikanische Bolero- und Gender-Forscher Roberto Strongman vertritt die Meinung, dass das Bolero-Genre neben den musikalischen auch literarische und kinematographische Komponenten umfasst:

“I propose that Bolereo can be considered as a systemic aesthetic movement that underwrites cultural discourses beyond the musical, as it is also an important component of literary and filmic production”

„Ich schlage vor, dass Bolereo als eine systemische ästhetische Bewegung betrachtet werden kann, die kulturelle Diskurse über das Musikalische hinaus ermöglicht, weil Bolereo auch ein wichtiger Bestandteil der literarischen und filmischen Produktion ist.“

So verwendet der spanische Filmregisseur Pedro Almodóvar berühmte Bolero-Musiktitel als emblematische Untermalung in seinen Filmen:
- Entre tinieblas, 1983, darin: Encadenados (Lucho Gatica)[81]
- La ley del deseo, 1987, darin: Lo dudo (Trío Los Panchos)[82]
- Mujeres al borde de un ataque de nervios, 1988, darin: Puro teatro (La Lupe)[83]
- Tacones lejanos, 1991, darin: Piensa en mí (Luz Casal), Bolero des Komponisten Agustín Lara[84]
- La flor de mi secreto, 1995, darin: En el útimo trago (Chavela Vargas singt diesen bolero-ranchera[85] und Ay amor (Bolero[86] des Pianisten Bola de Nieve)).[87]

Im Animationsfilm Chico & Rita der spanischen Regisseure Fernando Trueba, Javier Mariscal und Tono Errando aus dem Jahr 2010 singen die Figuren berühmte Boleros  wie zum Beispiel Bésame mucho und Sabor a mí.
Welche Bedeutung diesem Genre in der hispanophonen Welt zukommt, kann man unter anderem daran ablesen, dass ein lateinamerikanischer Internet-Sender Tiempo de boleros ganzjährig rund um die Uhr ausschließlich Bolero-Musik sendet und ein einschlägiges thematisches Portal betreibt.
In ihrem Bolero-Roman La última noche que pasé contigo beschreibt Mayra Montero die sozialpsychologische Funktion dieses romantischen Genres wie folgt:

«Boleros, sí señor, para bailar en un solo ladrillo, para brillar hebilla … Boleros para cortarnos las venas y para hacernos polvo, y para todas esas cosas salvajes y calientes para las que servían los boleros.»

„Boleros, ja, mein Herr, um quasi auf einer Stelle zu tanzen, so eng, bis dass die Gürtelschnallen Funken sprühen … Boleros, um uns die Adern aufzuschneiden, um uns fertigzumachen und für alle diese wilden heißen Sachen, wozu Boleros eben immer schon dienten.“

## Der Bolero-Roman –la novela bolero
Dem Genre romantischer Lieder, dem Bolero, begegnet man auch in der spanischsprachigen Unterhaltungsliteratur. In Buchtiteln und im Rahmen von Erzählungen wird auf Bolero-Poesie angespielt. Romanfiguren identifizieren ihre sentimentale Situation mit Bolero-Versen, fühlen sie so stark, als seien diese lyrischen Texte für sie persönlich geschrieben worden. In der lateinamerikanischen Belletristik spricht man deshalb seit den 1980er Jahren von einer neuen literarische Untergattung, der sogenannten «novela bolero», dem Bolero-Roman. Zum Beispiel hat der chilenischen Schriftstellers Roberto Ampuero einen solchen Bolero-Roman geschrieben,Bolero in Havanna (1994), eine Kriminalgeschichte. Eine Hauptfigur, Plácido el Rosal, ist Bolero-Sänger. Der Bolero stellt in diesem Roman Intertextualität her, indem bekannte Liedverse als Kapitelüberschriften und Mottos dienen, wie « La barca » (Bolero des mexikanischen Komponisten Roberto Cantoral), « Tú me acostumbraste » (Bolero des kubanischen Liedermachers Frank Domínguez) oder « Ésta tarde vi llover » (Bolero des mexikanischen Komponisten Armando Manzanero):

«Boleros en La Habana de Roberto Ampuero … forma parte de un nuevo subgénero de la literatura latinoamericana postmodernista, la denominada novela bolero en la que el bolero y sus canciones, crean una nueva intertextualidad dirigida no ya al lector culto, sino al imaginario del pueblo que se identifica fácilmente con esta música.»

„Bolero in Havanna von Roberto Ampuero … ist Teil einer neuen Untergattung der postmodernen lateinamerikanischen Literatur, des sogenannten Bolero-Romans, in dem der Bolero und seine Lieder eine neue Intertextualität schaffen, die sich nicht an den gebildeten Leser, sondern an die Gefühlswelt des Volkes richtet, das sich mit dieser Musik leicht identifiziert.“

Gioconda Marún beschreibt die Funktion des Boleros in dieser Literatur-Subgattung wie folgt:

«El bolero cumple, por un lado, una función de idealización del tema del amor y la pasión y, por otro lado, de refuerzo o duplicación, según la define Umberto Eco.»

„Dem Bolero kommt einerseits die Funktion der Idealisierung des Themas „Liebe und Leidenschaft“ zu und andererseits eine Funktion der Verstärkung oder Vervielfältigung gemäß der Definition, die Umberto Eco (in seinert Schrift Apocalittici e integrati) gegeben hat.“

Auch die mexikanischen Autorin Ángeles Mastretta hat einen Bolero-Roman geschrieben, Arráncame la vida („Reiß mir das Leben aus dem Leib!“), der nach einem berühmten Tango des mexikanischen Komponisten Agustín Lara benannt ist. In dieser feministischen Erzählungen singen die Hauptfiguren – auf Kapitel verteilt – strophenweise die Bolero-Version dieses Liedes, wie sie Toña la Negra interpretiert hat. Der spanische Literaturwissenschaftler Álavaro Salvador Jofre hat in dem Essai Novelas como boleros, boleros como novelas: una lectura de Arráncame la vida diesen feministischen Bolero-Roman interpretiert.
Der erotische Bolero-Roman der kubanisch-puerto-ricanischen Autorin Mayra Montero, La última noche que pasé contigo („Die letzte Nacht, die ich mit Dir verbracht habe“), trägt den Titel des gleichnamigen Boleros des kubanischen Komponisten Bobby Collazo. Alle acht Kapitelüberschriften sind nach Bolero-Titeln benannt: „Barbujas de amor“, „Sabor a mí“, „Negra consentida“, „Amor, qué malo eres“, „Nosotros“, „Vereda tropical“, „Somos“ und „La última noche que pasé contigo“. Während einer Kreuzfahrt durch die Karibik erweckt das Erklingen von Boleros assoziativ Erinnerungen in den Protagonisten Celia und Fernando und entfacht erneut ihr Verlangen und ihre Leidenschaft.
Eine Auflistung der bekanntesten Bolero-Romane findet man im Essay Robert Strongmans The Latin American Queer Aesthetics of « El Bolereo », S. 43/44.

## Status als Kulturerbe
Im August 2021 wurde der Bolero auf Kuba zum Kulturerbe der Nation erklärt.
Auf Antrag Kubas und Mexikos erfolgte 2023 die Aufnahme in die UNESCO-Liste des immateriellen Kulturerbes der Menschheit.

### Auf Spanisch
- Jorge Eliécer Ordóñez: Llanto de luna: entre el bolero y la poesía. In: Espéculo. Revista de estudios literarios. Universidad Complutense de Madrid 2002. Volltext
- Tony Évora: El libro del bolero. Alianza Editorial, Madrid 2001, ISBN 84-206-4521-4.
- Celina Fernández: Los Panchos: la historia de los embajadores de la canción romántica contada por su voz Rafael Basurto Lara. Ediciones Martínez Roca, Madrid 2005, ISBN 84-270-3071-1.
- Fernando Linero Montes: El bolero en sus propias palabras. Editorial Icono, Bogotá 2008, ISBN 978-958-97842-8-0. (google books)
- José Loyola Fernández: En ritmo de bolero: el bolero en la música bailable cubana. Ediciones Huracán, Río Piedras 1996, ISBN 0-929157-37-0.
- Gioconda Marún: La función del bolero en « Boleros en la Habana » de Roberto Ampuero. In: Actas XIV Congreso AIH (Vol. IV), S. 403/409; cervantes.es (PDF; 1,8 MB) auf Centro Virtual Cervantes
- Juan Montero Aroca: Bolero. Historia de un siglo de emociones. 2. Ausgabe. Tirant Humanidades, Valencia 2013, ISBN 978-84-15442-95-0.
- Mariano Muñoz-Hidalgo: Bolero y modernismo: la canción como literatura popular. In: Literatura y Lingüística N°18 ISSN 0716-5811 S. 101–120, doi:10.4067/S0716-58112007000100005.
- Yolanda Novo Villaverde, María do Cebreiro Rábade Villar: Te seguirá mi canción del alma. El bolero cubano en la voz de las mujeres. Universidad de Santiago de Compostela, 2008, ISBN 978-84-9750-915-2. (Auszüge auf: google books)
- Manuel Román Fernández: Bolero de amor. Historias de la canción romántica. editorial Milenio, Lleida 2015, ISBN 978-84-9743-665-6.
- Jorge Rosario-Vélez: Somos un sueño imposible: ¿Clandestinidad sexual del bolero en « la última noche que pasé contigo » de Mayra Montero? In: Revista Iberoamericana. Vol. LXVIII, Núm. 198, Enero-Marzo 2002, S. 67–77. doi:10.5195/reviberoamer.2002.5746 (PDF-Datei, auf der Website des Zeitschrift Revista Iberoamericana) (Eine Monographie zum Bolero La última noche que pasé contigo: „Die letzte Nacht, die ich mit Dir zusammen verbracht habe“).
- Francisco Torres: La novela bolero latinoamericana, El Centauro, Mexiko D.F. 2008, ISBN 978-970-35-0076-5. (google book)
- Álvaro Salvador Jofre: Novelas como boleros, boleros como novelas: una lectura de Arráncame la vida. In: Anales de Literatura Hispanoamericana, 1999,28, S. 1171–1190; revistas.ucm.es (PDF; 2,5 MB).
- Iris M. Zavala: El bolero. Historia de un amor. Celeste Ediciones, Madrid 2000, ISBN 84-8211-262-7.
- Iris M. Zavala: El bolero: el canto del deseo. In: Anthropos, revista de documentación científica de la cultura. n°166/167, Barcelona Mayo-agosto 1995, S. 105–113. (google books)

### Auf Deutsch
- Roberto Ampuero: Bolero in Havanna. Das Neue Berlin, 1997, ISBN 978-3-360-01206-7.
  - Spanische Originalausgabe: Boleros en La Habana, Debolsillo 2013, ISBN 978-956-325-093-0.
- José Donoso: Ort ohne Grenzen. Suhrkamp 1979, ISBN 978-3-518-37015-5.
  - Spanische Originalausgabe: El lugar  sin  límites. Catedra 2004, ISBN 978-84-376-1776-3.
- René Girard: Figuren des Begehrens. Das Selbst und der Andere in der fiktionalen Realität. 2. Auflage. LIT, Münster 2012, ISBN 978-3-643-50378-7.
  - Französische Originalausgabe: Mensonge romantique et vérité romanesque. Fayard/Pluriel, Paris 1961, ISBN 2-01-278977-3.  „Romantische Lüge und romanhafte Wahrheit“)
- Ángeles Mastretta: Mexikanischer Tango. Suhrkamp Taschenbuch Verlag, Frankfurt am Main 1988, ISBN 978-3-518-38287-5; Ariane Bartin: Rezension. In: Der Spiegel. Nr. 33, 1988 (online).
  - Spanische Originalausgabe: Arráncame la vida. Booket, 2017, ISBN 84-322-3288-2. (Die wörtliche Übersetzung des Buchtitels wäre: Reiß’ mir das Leben aus dem Leib!.)
- Mayra Montero: Bolero der Leidenschaft. Galgenberg, Hamburg 1992, ISBN 978-3-87058-123-7. – (Rezension).
  - Spanische Originalausgabe: La última noche que pasé contigo. Tusquets Editores, Barcelona 2014, ISBN 978-84-8383-835-8 –(assets.espapdf.com (PDF) – Auszüge.
- Manuel Puig: Der Kuss der Spinnenfrau. Suhrkamp, Frankfurt am Main 1979, ISBN 978-3-518-37369-9.
  - Spanische Originalausgabe: El beso de la mujer araña. Seix Barral 2003, ISBN 978-84-322-1727-2.
- Manfred Schneider: Liebe und Betrug. Die Sprachen des Verlangens. Carl Hanser Verlag, München/Wien 1992, ISBN 3-446-16575-4. (Rezension von Reinhart Baumgart: Das Zwitschern des Fleisches. In: Die Zeit, Nr. 37/1992).

### Auf Englisch
- Moshe Morad: Queer Bolero: Bolero Music as an Emotional and Psychological Space for Gay Men in Cuba. In: Psychology Research. Vol. 5, No. 10, Oktober 2015, S. 565–584. (PDF; 246 kB)
- Moshe Morad: Fiesta de diez pesos: Music and Gay Identity in Special Period Cuba. ISBN 978-1-4724-2457-0. (google.books)
- Vanessa Knights: Tears and Screams: Performances of Pleasure and Pain in the Bolero. Vortrag anlässlich der 12th Biennial Conference of the International Association for the Study of Popular Music. Stream: Queering Practice. Session: Transgressing Gender Boundaries. 3. Juli 2003 McGill University, Montréal, Canada. ncl.ac.uk (PDF)
- Susan Sontag: Notes on „Camp“. 1964. In: Against Interpretation: And Other Essays. Penguin, London 2009, ISBN 978-0-312-28086-4; Monoskop.org (PDF; 132 kB)
- Roberto Strongman: The Latin America Queer Aesthetics of El Bolereo. In: Canadian Journal of Latin America and Caribbean Studies / Revue canadienne des études latino-américaines et caraïbes. Vol. 32, No. 64, 2007, S. 39–78. (Abstract bei JSTOR und Volltext in The Free Library)

### Rhythmus und Perkussions-Instrumente
- Rhythmus des Boleros Video auf YouTube – Perkussions-Demonstration des kubanischen Bolero-Rhythmus durch den Schlagzeug-Lehrers Michael de Miranda.
- Rhythmus des Cha-Cha-Cha Video auf YouTube – Perkussions-Demonstration des Cha-Cha-Cha-Rhythmus. Instrumente: Güiro, Congas, Timbales und Cha-Cha-Cha-Bell.
- Bolero-Rhythmus mit Maracas Video auf YouTube.

### Bekannte Interpreten und Boleros
- Veinte años. Video auf YouTube – María Teresa Vera und Rafael Zequeira, das legendäre Duo de la Trova Cubana, um 1935.
- Alma, corazón y vida. Video auf YouTube – Trío Los Panchos.
- Lágrimas negras. Video auf YouTube – kubanische Straßenmusikanten interpretieren spontan einen populären «Bolero-son» des Trío Matamoros aus dem Jahre 1929.

### Musikportal «Tiempo des boleros»
- Tiempo de boleros - 24 Stunden Bolero-Musik. – Musik-Portal des lateinamerikanischen Internetsenders «Tiempo de boleros».
- Videos zur Geschichte des Boleros